# Kata (Programmierung)
Kata bezeichnet in der Programmierung eine kleine, abgeschlossene Übung. Der Name rührt aus den japanischen Kampfkünsten her (vergleiche Kata) und betont die Bedeutung von Praxis und häufiger Wiederholung für das Lernen. Der Begriff wurde 2007 von Dave Thomas geprägt. In seinem Blog CodeKata stellt Thomas 21 Übungen vor. Das Kata Manifesto nennt zusätzlich sicheres Experimentieren, Vielfalt und gemeinsames Lernen als wichtige Aspekte. Eine Kata hat demnach nicht nur eine Lösung des gestellten Problems, sondern soll auf verschiedene Arten und mit unterschiedlichen Techniken implementiert werden. Die individuelle Lösung des gestellten Problems an sich ist ein klares Nicht-Ziel, weshalb triviale Probleme wie das Fizz Buzz Kata eine gute Einführung sind.
Die den Begriff prägende Clean-Code-Bewegung betrachtet Programmierung als Fertigkeit (im Gegensatz zu einer Programmierkunst oder Ingenieursleistung) und Katas als Möglichkeit, zu lernen, technische Schulden gar nicht erst aufzubauen. Oft wird die Durchführung von Katas mit testgetriebener Entwicklung empfohlen.